# Jerzy Bąkowski (polityk)
Jerzy Marian Bąkowski (ur. 3 czerwca 1946 w Łańcucie) – polski działacz samorządowy i partyjny, inżynier, w latach 1979–1981 prezydent Stalowej Woli.

## Życiorys
Syn Stefana i Anny. Ukończył studia inżynierskie, kształcił się też w Wieczorowym Uniwersytecie Marksizmu-Leninizmu. W 1965 wstąpił do Polskiej Zjednoczonej Partii Robotniczej, od 1977 do 1979 oraz ponownie od 1983 należał do plenum i egzekutywy Komitetu Miejskiego PZPR w Stalowej Woli. W latach 1979–1981 był pierwszym prezydentem Stalowej Woli (miasto uzyskało status prezydenckiego po przekroczeniu 50 tysięcy mieszkańców). Przez wiele lat kierował przedsiębiorstwem energetyki cieplnej w Stalowej Woli, później pracował jako koordynator ds. energii odawialnej i specjalista ds. rozwoju w Elektrowni Stalowa Wola. Związany także z klubem piłkarskim Stal Stalowa Wola. Z ramienia lokalnych komitetów kandydował w 2006 do rady powiatu stalowowolskiego, a w 2010 do rady miejskiej Stalowej Woli. Później zaangażował się w działalność stowarzyszenia „Twoje Miasto – Stalowa Wola”.

## Wyróżnienia
Wyróżniony m.in. złotą odznaką „Zasłużony dla Podkarpackiego Związku Piłki Nożnej” (2013) oraz tytułem „Zasłużony dla miasta Stalowa Wola” (1987).